# Nikola Gruevszki
Nikola Gruevszki (macedónul: Никола Груевски; Szkopje, 1970. augusztus 31. –) macedón politikus. 2006. augusztus 27. és 2016. január 14. között a Macedón Köztársaság miniszterelnöke. Miniszterelnöksége idején a macedón titkosszolgálat tömegével végzett illegális lehallgatást ellenzéki, vagy kormánykritikusnak tartott macedón polgárok ellen. Gruevszki miniszterelnöksége idején korrupciós bűncselekményt követett el, amiért bukása után két év letöltendő börtönbüntetést kapott. Az ítélet végrehajtása elől a magyar hatóságok segítségével illegálisan Magyarországra menekült, ahol menedékjogot kapott.

## Életpályája
Nikola Gruevszki átlagos anyagi helyzetű családban született. Apja bútortervező, anyja ápolónő volt. Szülei elváltak, édesanyja nevelte fel, aki Líbiába ment dolgozni, így négyéves fiát is magával vitte. Hazatérése után Szkopjéban végezte el az általános- és középiskolát. 1994-ben diplomázott a Bitola város Ohridi Szent Kelemen Egyetemén. Ezután a pénzügyi szektorban helyezkedett el, ő volt az első ember, aki kereskedett a szkopjei tőzsdén. 2006. december 12-én mesterfokozatot szerzett közgazdaságtanból a szkopjei Szent Cirill és Metód Egyetemen.
1999 és 2002 között pénzügyminiszter volt Ljubčo Georgievski kormányában, ő vezette be a 18%-os általános forgalmi adót hazájában. A macedón Telekom is ekkor került a magyar Matáv tulajdonába.

## Miniszterelnökként
2003-ban a VMRO-DPMNE párt elnöke lett, Georgievski helyét vette át. 2006 júliusában pártja megnyerte a választást, így Macedónia 6. miniszterelnöke lett, egyúttal az első európai államfő aki az 1970-es években született. Pozícióját (több újraválasztást követően) egészen 2016-ig megtartotta.

### Bűncselekményei és bukása
2015 májusában az ellenzék vezetője, Zoran Zaev kiszivárgott lehallgatási hanganyagokra hivatkozva azzal vádolta meg, hogy több mint 20 000 embert hallgattatott le illegálisan. A kormány eleinte tagadott, külföldi titkosszolgálati akciónak igyekezett beállítani az ügyet, illetve börtönbe vetette a macedón titkosszolgálat három munkatársát, akik az illegális lehallgatások hanganyagait megszerezték és kiszivárogtatták. Az ellenzék azonban elkezdte nyilvánosságra hozni a hanganyagokat, amelyek számos, a Gruevszki-kormányhoz köthető bűncselekményt bizonyítottak. Az ügyet erőszakosságokba torkolló tüntetéssorozat követte, melynek során számos miniszter lemondott. Gruevszki nem kívánta megtenni ugyanezt, 2016. január 15-én azonban Emil Dimitrievet jelölték ki helyére.
A kormányváltás után a különleges ügyészség bizonyítékokat talált arra, hogy Gruevszki is részt vett az ügyészség és annak tanúinak megfigyelésében. A Gruevszkihez hűséges emberekkel feltöltött bíróságok sokáig nem voltak hajlandóak kiadni elfogatóparancsot ellene, az útlevelét azonban elvették.
2017. szeptember 28-án Orbán Viktor magánrepülőgéppel meglátogatta Gruevszkit a macedóniai Ohridban magánszemélyként, mint a kormányon levő Fidesz elnöke. Három órát tárgyalt vele, majd egy helyi választási kampány részét képező sajtótájékoztatón nyilvánosan is kifejezte támogatását. Meghívólevelet adott át neki magyarországi látogatásra, amit Gruevszki benyújtott a bírósághoz az elkobzott útlevelét visszaszerzendő, de kérelmét október 31-én elutasították.

## Elítélése és szökése

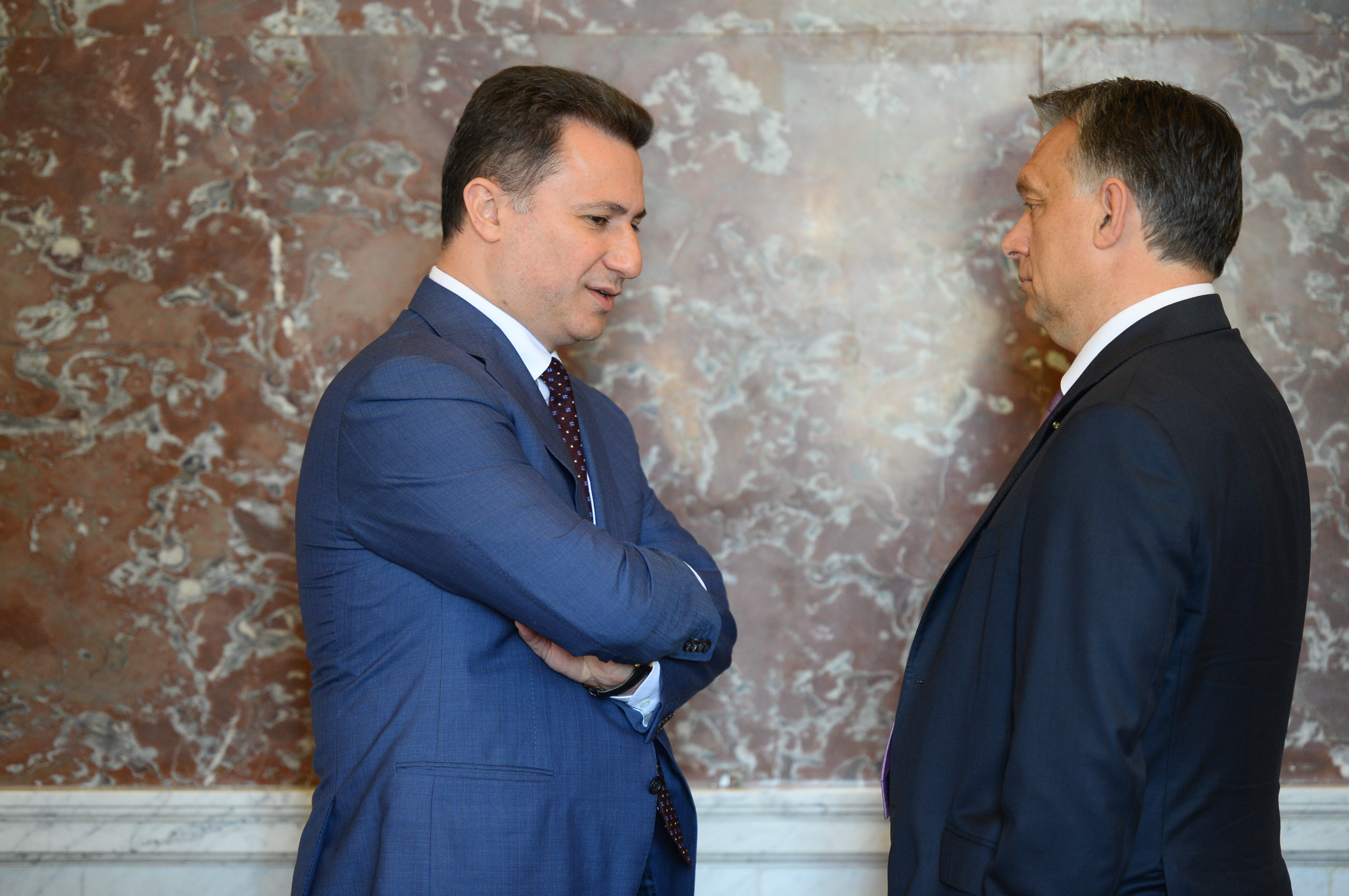
Gruevszki és Orbán Viktor 2015 júniusában

2018. október elején egy, a miniszterelnöksége idején elkövetett korrupciós bűncselekmény miatt a macedón bíróság jogerősen két év letöltendő börtönbüntetésre ítélte: Gruevszki állami pénzen vásároltatott egy páncélozott autót, befolyásolta a döntést, hogy a kocsit mely kereskedőtől szerezzék be, a kereskedő pedig pénzt fizetett neki. Kiderült, hogy számos embert valóban jogtalanul lehallgattatott, köztük ellenzéki politikusokat, kormánytagokat és bírákat is, továbbá nyilvánosságra kerültek választási csalásokkal, zsarolással, korrupcióval és gyilkosság eltussolásával kapcsolatos felvételek is. A volt kormányfőnek november 8-án kellett volna megkezdenie büntetésének letöltését, azonban az Orbán Viktorral jó kapcsolatot ápoló Gruevszki november 11-én Magyarországra szökött.
Gulyás Gergely szerint Gruevszki útlevél nélkül, személyi igazolvánnyal hagyta el Macedóniát. Ebben a magyar államnak semmilyen közreműködése nem volt, semmilyen segítséget nem nyújtott. Az albán hatóságok nem regisztrálták a belépését, vagyis valószínűleg gyalog, illegálisan érkezett. A tiranai magyar külképviseleten szándéknyilatkozatban kérvényezte menedékkérelmét.Az ilyesmire vonatkozó „szándéknyilatkozatot” azonban a magyar jog nem ismeri, és a hatósági gyakorlat szerint is értelmezhetetlen: a menekülttörvényben ilyenről nincs szó, a kérelmet csak a tranzitzónában lehet beadni.
Orbán Viktor szerint a kormány nem politikai, hanem jogi kérdésnek tekinti menedékkérelmet. Orbán Balázs viszont a jobbikos Mirkóczki Ádám kérdésére 2018. november 19-én azt válaszolta a parlamentben, hogy Gruevszki azért nem a tranzitzónában van, mert 10 éves miniszterelnöksége okán különleges bánásmódot igénylő személy. A 2007. évi 80. tv. 2 § k. pontja szerint azonban különleges eljárásra a kísérő nélküli kiskorú, vagy olyan kiszolgáltatott személy - különösen a kiskorú, az idős, a fogyatékkal élő személy, a várandós nő, a kiskorú gyermeket egyedül nevelő szülő, valamint a kínzást, nemi erőszakot vagy a pszichikai, fizikai vagy szexuális erőszak más súlyos formáját elszenvedett személy -, akiről helyzetének egyedi értékelését követően megállapítható, hogy sajátos szükségletekkel rendelkezik tarthat igényt. Nem világos, hogy Gruevszkire a felsorolt esetek melyike vonatkozik. Ráadásul tömeges bevándorlás okozta válsághelyzetben ez a kivételezés nem alkalmazható, márpedig Gruevszki belépésekor a válsághelyzet fennállt (bár a törvényben előírt feltételei nem teljesültek, a kormány mégis kihirdette).
A Bevándorlási és Menekültügyi Hivatal a Külügyminisztérium tudtával döntött a budapesti meghallgatásról, amelyet november 12-én tartottak.
Az albán rendőrség szerint Gruevszki november 11-én 19:11-kor utasként egy magyar diplomataautóban, a saját személyi igazolványával hagyta el az országot, még azelőtt, hogy az Interpol kiadta a körözést. Egy lap szerint az autó a tiranai magyar nagykövetségé, rendszáma CD1013A, és Hani i Hotitnál lépte át az albán–montenegrói határt. A montenegrói–szerb határt az 55A05-ös forgalmi rendszámú követségi gépjárműben lépte át Félegyházi Csaba konzul és Császár József első beosztott társaságában 22:16-kor. Vagyis a Macedónia–Albánia–Észak-Montenegró–Bosznia–Hercegovina útvonalon érkezett Magyarországra. Egy meg nem erősített olvasói vélemény szerint viszont az 55-tel kezdődő rendszám Szerbiában Fehéroroszországé, és nem Magyarországé.
A macedón különleges ügyészség szervezett bűnözéssel foglalkozó részlege 2019. február közepéig lefolytatott vizsgálata nem tudta megállapítani, hogyan jutott külföldre, de nem határátkelőn keresztül hagyta el az országukat (térfigyelő kamerák, tanúk kihallgatása és elektronikus adatok alapján jutottak erre a következtetésre).

## Menedékjog és kiadatási kérelem
A magyar hatóságoknak előadott kérelmében Gruevszki azt mondta: Macedóniából Tiranába ment, ahol a magyar nagykövetségen menedékjog iránti kérelmet nyújtott be november 10-én. Ezután Montenegróba, majd Szerbiába utazott, ahonnan gépkocsival Budapestre érkezett. Úti okmányként személyi igazolványát használta. A szerb–magyar határra november 12-én hajnali 5 órakor érkezett, ahol már a magyar állam által neki kiállított, egyszeri utazásra jogosító okmányát használta.
Macedónia 2018. november 15-én nemzetközi körözést adott ki Gruevszki ellen és kiadatását kérte Magyarországtól, melyről jelenleg is folynak a tárgyalások a két ország között. A Magyar Helsinki Bizottság blogja szerint ez nem szokásos eljárás: a menekültügyi eljárásban tilos egyeztetni a származási ország hatóságaival, mivel egy ilyesfajta kapcsolatfelvétel veszélybe sodorhatja a kérelmezőt és hazájában maradt hozzátartozóit. A menekültügyi hatóság szerint Gruevszki valószínűsíteni tudta, hogy hazájában koholt vádak alapján indultak ellene eljárások, azok jogszerűtlenek, és őt diszkrimináció érte, ezért a menekültjogot november 20-án megadták. A példátlan gyorsasággal lefolytatott eljárás eredményét a sajtó élesen kritizálta, kiemelve hogy Macedóniában alapos és átlátható jogi keretek között ítélték el hivatali visszaélés miatt.
A kiadatási kérelmet hivatalosan 2018. november 20-án küldte el Macedónia Magyarországnak. A kérelmet a Fővárosi Törvényszék bírálja el, ami felülbírálhatja a menekültügyi hatóság döntését.
Az Európai Parlament képviselőtestülete november 29-én a macedón jogállamiság helyzetével foglalkozó jelentésről fog szavazni, ami néhány kritikai megjegyzés mellett számos pozitív megállapítást tesz Macedónia demokratikus fejlődésével, az igazságszolgáltatással, valamint a korrupcióellenes küzdelemmel kapcsolatban. A Fidesz EP-képviselői szakbizottsági szinten támogatták a határozattervezetet. Ez nehezen egyeztethető össze azzal, hogy Magyarország politikai okokból zajló üldöztetésére hivatkozva menedékjogot adott Gruevszkinek.

## Reakciók
A Demokratikus Koalíció szerint az eset az illegális migráció támogatása, ezért felszólította a Miniszterelnökséget és a Fideszt, hogy regisztrálja magát, mint „bevándorlást támogató szervezet”, és fizesse be a bevándorlási különadót, Hadházy Ákos 2018 novemberében feljelentést tett illegális határátlépés segítése miatt.
Az ügy az Európai Parlamentben is téma volt. 2018. november 29-én a plenáris ülés 470:116 arányban megszavazott egy dokumentumot, ami arra szólítja fel a magyar hatóságokat, hogy bocsássanak rendelkezésre minden releváns információt és szükséges magyarázatot az ügyről.
Az Európai Néppárt elnöksége rendkívüli ülésen tárgyalja meg az ügyet. Az osztrák sajtó is kiemelt figyelmet fordított a kérdésre.
Johannes Hahn, az EU bővítési biztosa magyarázatot kért Orbán Viktortól a menekültjog megadása miatt. Nézete szerint ellentmondásos, hogy Magyarország támogatja Macedónia uniós tagságát, de közben mégsem tekinti azt biztonságos országnak. A német államminiszter elítélte a menedékjog megadását: Michael Roth szerint a menedékjog nem arra való, hogy kormányfők osztogassák a büntetés-végrehajtás elől menekülő haverjaiknak.
Macedóniában őrizetbe vettek több Gruevszkivel kapcsolatban álló személyt a további szökések megakadályozására, és kérték Magyarországtól, hogy vonja vissza Gruevszki menekültstátuszát.
Tényi István, a „nemzet feljelentője” november 14-én bejelentést tett a rendőrségen ismeretlen elkövető ellen embercsempészés bűntettének és hivatali visszaélés bűntettének gyanúja miatt. December 18-án – egy feljelentés-kiegészítés után – a rendőrség elrendelte a nyomozást.

## Későbbiek
2021 tavaszán Pécelen alapított céget.

## Fordítás
Ez a szócikk részben vagy egészben  a   Nikola Gruevski című angol Wikipédia-szócikk ezen változatának fordításán alapul.  Az eredeti cikk szerkesztőit annak laptörténete sorolja fel. Ez a jelzés csupán a megfogalmazás eredetét és a szerzői jogokat jelzi, nem szolgál a cikkben szereplő információk forrásmegjelöléseként.